# Blanchardoplia pusilla
Blanchardoplia pusilla är en skalbaggsart som beskrevs av Marc Lacroix 1998. Blanchardoplia pusilla ingår i släktet Blanchardoplia och familjen Melolonthidae. Inga underarter finns listade.